# Аронін Лев Соломонович
Лев Соломо́нович Аро́нін (1920—1982) — радянський шахіст, міжнародний Майстер (1950).

## Життєпис
За освітою інженер-метеоролог.
Учасник вісьмох чемпіонатів СРСР, чемпіон Москви (1965), чемпіон Європи в складі команд СРСР (1957).
Шаховий теоретик, вніс вклад в теорію іспанської партії, сицилійського і староіндійського захисту та інших дебютів.

## Основні спортивні досягнення
| Рік  | Турнір                              | Результат | Місце |
| ---- | ----------------------------------- | --------- | ----- |
| 1946 | 15-й чемпіонат України              | 13½ з 17  | 2     |
| 1947 | 7-й чемпіонат РРФСР                 | 7½ з 13   | 5     |
|      | 15-й чемпіонат СРСР                 | 7 з 19    | 17-18 |
| 1948 | 8-й чемпіонат РРФСР                 | 8½ з 15   | 5-6   |
|      | 16-й чемпіонат СРСР                 | 6 з 18    | 18-19 |
| 1949 | 9-й чемпіонат РРФСР                 | 8 з 13    | 5-8   |
|      | 17-й чемпіонат СРСР                 | 10 з 19   | 9-10  |
| 1950 | 10-й чемпіонат РРФСР                | 7½ з 11   | 2-4   |
|      | 18-й чемпіонат СРСР                 | 11 з 17   | 2-4   |
| 1951 | Турнір пам'яті Чигоріна (Ленінград) |           | 2-3   |
|      | 19-й чемпіонат СРСР                 | 9 з 17    | 9-10  |
| 1952 | 12-й чемпіонат РРФСР                | 8½ з 13   | 1-2   |
|      | 20-й чемпіонат СРСР                 | 9 з 19    | 12-13 |
| 1953 | 13-й чемпіонат РРФСР                | 9½ з 15   | 3-4   |
| 1957 | 24-й чемпіонат СРСР                 | 11 з 21   | 10-11 |
| 1959 | 19-й чемпіонат РРФСР                | 9½ з 16   | 5-8   |
| 1961 | Москва                              |           | 4     |
| 1962 | 30-й чемпіонат СРСР                 | 10½ з 19  | 7-8   |
| 1965 | 43-й чемпіонат Москви               | 10½ з 15  | 1     |